# Fiano Romano
Fiano Romano és un comune (municipi) de la ciutat metropolitana de Roma, a la regió italiana del Laci, situat uns 40 km al nord de Roma. L'1 de gener de 2018 tenia 15.688 habitants.
Fiano Romano limita amb els municipis de Capena, Civitella San Paolo, Montelibretti, Montopoli di Sabina i Nazzano.